# Gruppo di Graz

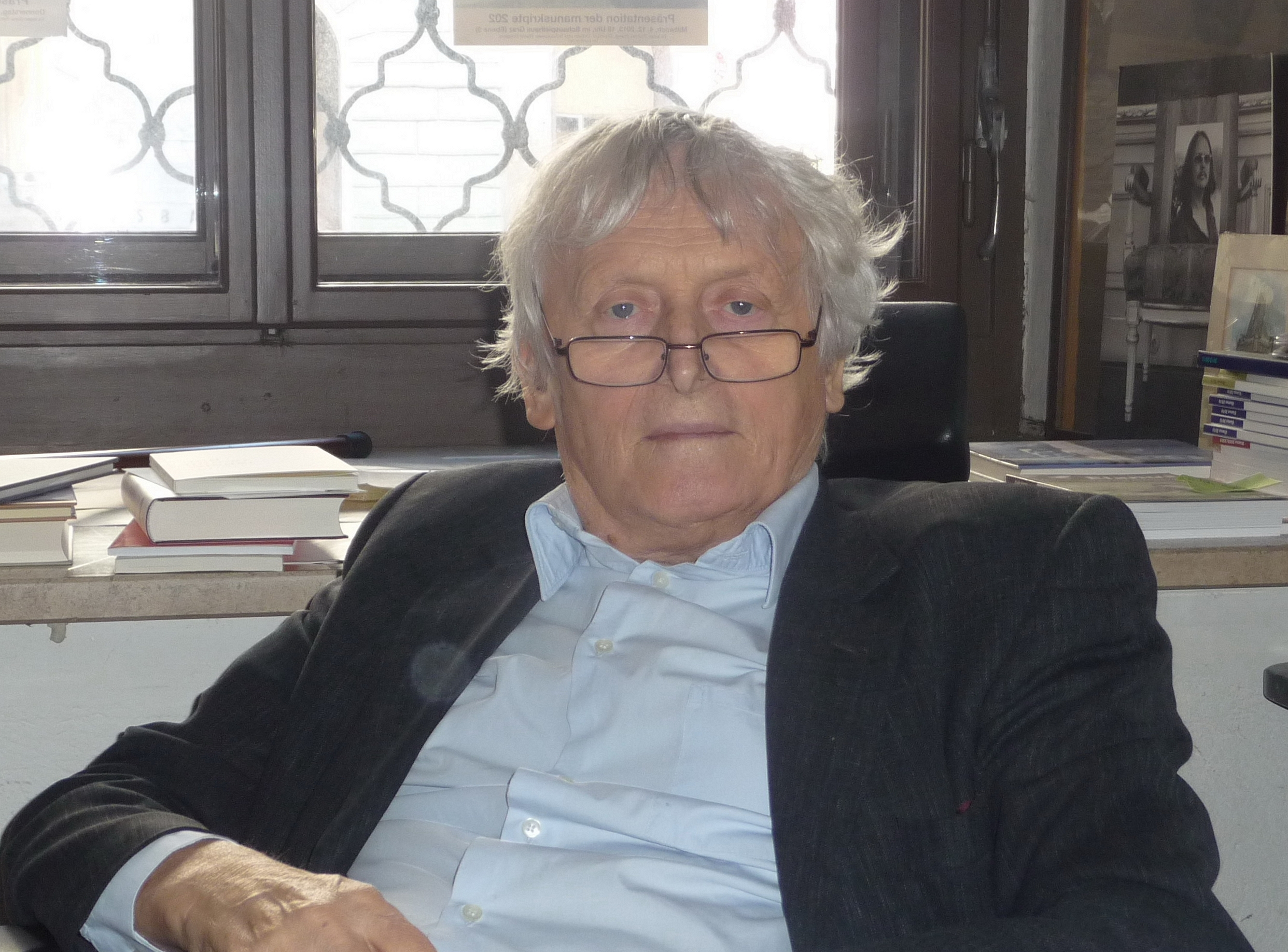
Alfred Kolleritsch

Il Gruppo di Graz (in tedesco "Grazer Gruppe") fu un movimento letterario austriaco d'avanguardia. Sorse a Graz alla fine degli anni '50 per iniziativa di un gruppo di scrittori e poeti che ruotavano intorno al circolo letterario "Forum Stadtpark" e alla rivista letteraria manuskripte e avevano come principale ispiratore il direttore della rivista Alfred Kolleritsch.
Ispirandosi al dadaismo, il movimento si proponeva di abbattere il conservatorismo e il tradizionalismo della letteratura in lingua tedesca dell'epoca. Tra i membri principali del gruppo vi furono Peter Handke, Elfriede Jelinek, Gert Jonke, Gerhard Roth e Barbara Frischmuth. Meno radicale di altri gruppi come il Gruppo di Vienna, si contraddistinse per l'approccio post-modernista.